# Nem-Q
Nem-Q is een Nederlandse progressieve rock/metal-band uit Nederweert.

## Biografie
In januari 2017 verschijnt het derde album “Fault Lines” van de band uit Nederweert (Limburg). Dit album is geproduceerd door Nem-Q en gemixt en gemasterd door Dennis Geraads. “Fault Lines” bestaat uit twee ep's met de subtitels ‘Subduction Zone’ (release 2016) en ‘Terranes’. De albumhoes laat een breuk (fault line) zien tussen een hart en hersenen. Hiermee wordt niet alleen de splitsing van het album aangeduid, maar ook de innerlijke strijd tussen keuzes en consequenties. De nieuwe nummers verschillen sterk in dynamiek en sfeer en staan weer dichter bij de band dan de nummers op de voorgaande albums.
De release van “Fault Lines” levert een berg lovende recensies op:
- 3voor12: “klaar voor het grotere werk”
- Aardschok Magazine: “zonder meer geslaagd” (75/100)
- Babyblaue Seiten (DE): “das ist ProgMetal auf höchstem Niveau” (9/15)
- Lords of Metal: “intrigerend, emotioneel en pakkend” (85/100)
- Progradar (UK): “excellent songwriting and compelling tunes”
- Progwereld: “de zang van Paul Sieben is heerlijk om naar te luisteren”

De eerste release van Nem-Q is het album “Opportunities of Tomorrow” (2007). Een periode gericht op hun muzikale ontwikkeling en op live-optredens volgde. In 2012 heeft dit alles geleid tot een nieuw conceptalbum getiteld “301.81”. De titel van het album slaat op de medische term voor een persoonlijkheidsstoornis. “301.81” onderscheidt zich van zijn voorganger door complexere melodieën, teksten en zanglijnen, zwaardere riffs en een duistere toonzetting. Ook dit album krijgt zeer goede reviews, zo omschrijft Progwereld de plaat als “intelligente prog-rock”. Deze release leidt tot een aantal bijzondere optredens in 2013 en 2014 met o.a. Fates Warning (USA) en Threshold (UK).

## Bandleden
- Paul Sieben - zang & gitaar
- Mark Reijven - gitaar
- Maarten Meeuws - bas
- Dennis Renders - toetsen
- Twan Bakker - Drums

## Discografie

### Albums
- Fault Lines (Subduction Zone & Terranes) (2017) - RVP17044
- Fault Lines (Terranes) (2017) - RVP17043
- Fault Lines (Subduction Zone) (2016) - RVP16038
- 301.81 (2012) - RVP12002
- Opportunities of Tomorrow (2007) - RVP13008

### Singles
- 301.81 [RE: diagnosed] (2017) - RVP17065